# Joe Eszterhas
Joe Eszterhas est un scénariste, producteur, journaliste et romancier américain, né le 23 novembre 1944 à Csákánydoroszló en Hongrie.

## Biographie

### Enfance et formations
Josef Eszterhas est né en Hongrie et est élevé dans sa prime jeunesse dans un camp de réfugiés en Autriche[réf. nécessaire]. Ses parents émigrent ensuite aux États-Unis, d'abord à New York, puis à Cleveland dans l'Ohio[réf. nécessaire].

### Carrière
Joe Eszterhas travaille plusieurs années comme journaliste pour le célèbre magazine Rolling Stone à Los Angeles, mais décide de ne pas suivre sa rédaction lorsque celle-ci déménage pour New York, préférant rester sous le soleil de Californie[réf. nécessaire]. Il se recycle alors comme scénariste.  
C'est sous l'égide de Norman Jewison que Eszterhas voit son premier scénario, F.I.S.T., porté à l'écran.  Le film, traitant des débuts du mouvement syndical aux États-Unis, est visiblement inspiré de l'histoire de Jimmy Hoffa et des Teamsters.  Sylvester Stallone y tient son premier grand rôle après Rocky.  Le film connait une critique convenable.
En 1983, le film Flashdance, d'Adrian Lyne et scénarisé par Eszterhas, sur une ouvrière qui rêve de se consacrer à la danse, connait un réel succès populaire et lance la carrière de Jennifer Beals.  On retrouve le nom d'Eszterhas au générique du polar À double tranchant que réalise Richard Marquand.  Lors de sa sortie, en 1985, le film  est bien accueilli par la critique.   
Eszterhas signe aussi les scénarios de deux films américains réalisés par Costa-Gavras : La Main droite du diable, sur les mouvements suprémacistes blancs, et Music Box, sur l'antisémitisme.
C'est en 1992 que sort Basic Instinct, le film le plus célèbre auquel Eszterhas est associé.  Réalisé par Paul Verhoeven, le film est un polar pimenté d'érotisme qui suscite une certaine controverse en raison de sa représentation des milieux gays.  Basic Instinct est un très gros succès populaire, et fait de Sharon Stone une vedette. 
Après Basic Instinct la carrière d'Eszterhas périclite.  En 1996, il est nommé aux Razzie Awards  pour le plus mauvais scénario concernant deux films : Jade, et Showgirls, qui emporta le prix. En 1999, Eszterhas est à nouveau nommé pour sa participation à An Alan Smithee Film à la 19e cérémonie des Razzie Awards ; il reçoit cette fois quatre « récompenses » : pire second rôle masculin (jouant son propre rôle), pire révélation, pire scénario et pire bande originale. 
Il est également connu aux États-Unis pour ses romans sulfureux, tel American Rhapsody (en) qui traite sur un ton sarcastique du Monicagate et de la sexualité des hommes politiques américains en général.

### Vie privée
En 1974, Joe Eszterhas épouse Gerri Javor avec qui il a deux enfants et dont il divorce en 1994[réf. nécessaire]. Dans cette même année, il épouse Naomi Bakar qui donne naissance à leurs quatre enfants.[réf. nécessaire].
En 1990, il a appris que son père fait d'ailleurs l'objet d'une enquête du département de la Justice des États-Unis pour avoir écrit de la propagande antisémite en Hongrie dans les années 1930 et 1940. Il refuse alors tout contact avec son père depuis cette révélation, et il regrette bien plus tard en disant : « Quand (mon père) était dans une maison de retraite hongroise, les infirmières n’arrêtaient pas de m’appeler et de me dire qu’il était en train de mourir et qu'il avait besoin de me voir. Ne pas aller le voir a été une énorme erreur. J'ai demandé à Dieu de me pardonner, et je ne pense pas que je serai pardonné ».

## Filmographie

### En tant que scénariste
- 1978 : FIST de Norman Jewison (co-écrit avec Sylvester Stallone)
- 1983 : Flashdance d’Adrian Lyne
- 1983 : Tonnerre de feu (Blue Thunder) de John Badham (non crédité)
- 1985 : À double tranchant (Jagged Edge) de Richard Marquand
- 1987 : Hearts of Fire de Richard Marquand
- 1987 : Big Shots de Robert Mandel
- 1988 : La Main droite du diable (Betrayed) de Costa-Gavras
- 1988 : Checking Out de David Leland
- 1989 : Music Box de Costa-Gavras
- 1992 : Basic Instinct de Paul Verhoeven
- 1993 : Cavale sans issue (Nowhere to Run) de Robert Harmon
- 1993 : Sliver de Phillip Noyce
- 1995 : Showgirls de Paul Verhoeven
- 1995 : Jade de William Friedkin
- 1997 : Telling Lies in America de Guy Ferland
- 1997 : An Alan Smithee Film: Burn Hollywood Burn d’Arthur Hiller
- 2006 : Children of Glory (Szabadság, szerelem) de Krisztina Goda

### En tant que producteur
- 1988 : La Main droite du diable (Betrayed) de Costa-Gavras
- 1989 : Music Box de Costa-Gavras
- 1993 : Sliver de Phillip Noyce
- 1995 : Jade de William Friedkin
- 1997 : An Alan Smithee Film: Burn Hollywood Burn d’Arthur Hiller

## Anecdote
Dans la série animée Futurama de Matt Groening et David X. Cohen, au début du douzième épisode de la deuxième saison, Joe Eszterhas figure au générique d'un film écrit et réalisé par des robots, en tant que co-scénariste.